# Донское (Тверская область)
Донское — деревня в Андреапольском муниципальном округе Тверской области.

## География
Находится в западной части Тверской области на расстоянии приблизительно 2 км на северо-запад по прямой от города Андреаполь.

## История
Деревня показана на карте 1939 года как Данское с 13 дворами. До 2019 года входила в Андреапольское сельское поселение Андреапольского района до их упразднения.

## Население
Численность населения: 12 человек (русские 100 %) 2002 году, 1 в 2010.